# Josip Šimunić
Josip Šimunić (Canberra, 18 februari 1978) is een Australisch-Kroatisch voetbalcoach en gewezen voetballer. Momenteel is hij assistent-coach van bondscoach Ante Čačić bij het Kroatisch voetbalelftal. Hij speelde als laatst voor de Kroatische voetbalclub GNK Dinamo Zagreb. Šimunić speelde 105 interlands voor het Kroatisch voetbalelftal, waarmee de Kroaat derde staat in de ranglijst aller tijden.

## Clubcarrière
Šimunić, zoon van Bosnische-Kroaten, begon zijn profloopbaan in 1995 bij Melbourne Croatia (vanaf 1996 Melbourne Knights genoemd). Met deze club won hij in 1996 de National Soccer League. In 1997 werd Šimunić gecontracteerd door Hamburger SV, waar de verdediger tot 2000 speelde. Sindsdien stond Šimunić onder contract bij Hertha BSC. In de zomer van 2009 heeft hij, na negen seizoenen Hertha, de overstap naar 1899 Hoffenheim gemaakt. Op 31 augustus 2011 tekende Šimunić een tweejarig contract met de Kroatische voetbalclub GNK Dinamo Zagreb. Een dag voor de oefenwedstrijd tegen Elazığspor op 11 januari 2013, werd Šimunić de nieuwe aanvoerder van GNK Dinamo Zagreb.

### Afscheid
Šimunić besloot zijn carrière af te sluiten bij GNK Dinamo Zagreb. In december 2014 nam Šimunić afscheid in het Maksimirstadion in de laatste wedstrijd van 2014 tegen NK Slaven Belupo Koprivnica. De captain speelde 116 wedstrijden voor de Modri en scoorde hierbij acht doelpunten. Šimunić won met de Kroatische club de Kroatische voetbalbeker, één keer de Kroatische Supercup en hij werd drie keer landskampioen.

## Interlandcarrière
Op basis van zijn afkomst kwam Šimunić in aanmerking voor het Australisch voetbalelftal, het voetbalelftal van Bosnië en Herzegovina en het Kroatisch nationaal elftal. Hij koos uiteindelijk voor Kroatië, waarvoor de verdediger in november 2001 debuteerde tegen Zuid-Korea. Šimunić behoorde tot de Kroatische selecties voor het WK 2002, het EK 2004 en het WK 2006. In 2002 kwam hij in de selectie na een blessure van vaste waarde Igor Tudor, zonder in de kwalificatie een wedstrijd te hebben gespeeld. Šimunić begon uiteindelijk op het WK in alle groepswedstrijden in de basis. Tijdens het WK 2006 haalde Šimunić het wereldnieuws in de wedstrijd tegen zijn geboorteland Australië, toen scheidsrechter Graham Poll hem tweemaal geel gaf, maar verzuimde Šimunić uit het veld te sturen. Na het laatste fluitsignaal kreeg hij andermaal geel. Waarschijnlijk is Šimunić de eerste voetballer in de geschiedenis die in één wedstrijd drie gele kaarten kreeg.
Op 29 mei 2012 maakte toenmalig bondscoach Slaven Bilić zijn definitieve en 23-koppige selectie bekend die Kroatië vertegenwoordigde op het Europees kampioenschap voetbal 2012 in Polen en Oekraïne, inclusief Šimunić die rugnummer drie kreeg toebedeeld.
Op 6 februari 2013 evenaarde Šimunić samen met Darijo Srna en Stipe Pletikosa het interlandrecord van Dario Šimić met 100 interlands.

### Ophef en schorsing
Šimunić werd eind november 2013 veroordeeld tot een boete van 3.200 euro door het Kroatische gerecht. Aanleiding voor die boete was het aanzetten tot rassenhaat. De verdediger van GNK Dinamo Zagreb gebruikte, nadat zijn land zich op 19 november 2013 had gekwalificeerd voor het WK voetbal 2014 in Brazilië de leus 'Za Dom Spremni'.
Na de 2-0-overwinning in de WK-barragewedstrijd op IJsland pakte Šimunić de microfoon en riep een leus, die gebruikt werd door de fascistische Ustaša's, die ten tijde van de Tweede Wereldoorlog namens de Onafhankelijke Staat Kroatië de kant van Adolf Hitler en Benito Mussolini kozen. Tot viermaal toe riep Šimunić "Voor vaderland!" (in het Kroatisch: "Za Dom"), waarop een deel van het publiek antwoordde met: "We zijn bereid!" (in het "Kroatisch: Spremni").
"Het doet me pijn als ik eraan denk dat iemand me een in een context van haat en geweld wil plaatsen. Ik wil niet pathetisch overkomen, maar als een Kroaat die buiten zijn vaderland is opgegroeid, is 'dom' (vaderland) voor mijn een associatie met liefde, warmte en positieve strijd; alles wat we lieten zien op het veld en onze kwalificatie voor het wereldkampioenschap. En dat waren de enige redenen die me op dat emotionele moment meenamen en waarom ik begon met het scanderen", zei de Kroaat één dag na het incident voor de website van GNK Dinamo Zagreb. Daarnaast gaf Šimunić ook een verklaring voor de website van de Kroatische voetbalbond.
Op maandag 16 december maakte de FIFA bekend Šimunić voor tien duels te schorsen vanwege het incident. Hij miste daardoor de WK-eindronde in Brazilië. Ook mocht hij zich niet vertonen in de stadions van de betreffende wedstrijden die hij moest missen, en de verdediger moest een boete van bijna 25.000 euro betalen.
De Bosnisch-Kroatische zangeres Mija Martina, die Bosnië en Herzegovina vertegenwoordigde op het Eurovisiesongfestival, betuigde haar steun aan Šimunić door op haar Facebook profiel het volgende te schrijven: "Deze zin is niks anders dan liefde en trost die ik voel voor mijn vaderland, en er zit geen haat in en de geschiedenis ken ik heel erg goed." De Australische basketballer van Kroatische afkomst Andrew Bogut zei in een interview: "Het is heel erg wat de FIFA heeft gedaan. Het is niet eerlijk. De leus 'Za Dom Spremni' wordt al gebruikt sinds de zestiende eeuw, het is waar dat het een nazistische connotatie heeft, maar dat is een geïsoleerde tijd in de geschiedenis. Als een radicale groep de woorden 'hoe gaat het?' gebruikt als saluut, zal het dan verboden worden voor iedereen om het te gebruiken?" Het internetportaal van de Kroatische diaspora CroatianSports.com zamelde geld in om de boete van Šimunić te betalen, omdat ze vonden dat de leus geen verband hield met racisme en haat. Een aantal dagen na het incident kwamen Šimunić en de vertegenwoordiger van de sportafdeling van de Kroatische Roma, Tofko 'Toti' Dedić, bij elkaar, als doel om Šimunić te steunen. De advocaat van de Kroaat begon met een petitie op het internet, met als slogan 'Met Josip Šimunić op het wereldkampioenschap 2014!!'. Op maandag 12 mei 2014 wees het internationaal sporttribunaal TAS het beroep van Šimunić af. Hij bleef daardoor voor tien wedstrijden geschorst en miste daardoor het WK in Brazilië.

## Trainerscarrière
Šimunić werd in september 2015 samen de nieuwe assistent-coach van het Kroatisch voetbalelftal onder bondscoach Ante Čačić. Čačić werd benoemd als de nieuwe bondscoach van de Vatreni, nadat ex-teamgenoot Niko Kovač werd ontslagen. Ante Miše en Šimunić zullen het assistententeam vormen van Čačić.

## Overzicht
| Seizoen                                | Club              | Competitie             | Wedst | Doelp |
| -------------------------------------- | ----------------- | ---------------------- | ----- | ----- |
| 1995/1996                              | Melbourne Knights | National Soccer League | 16    | 0     |
| 1996/1997                              | Melbourne Knights | National Soccer League | 14    | 3     |
| 1997/1998                              | Melbourne Knights | National Soccer League | 0     | 0     |
| 1998/1999                              | Hamburger SV      | Bundesliga             | 0     | 0     |
| 1999/2000                              | Hamburger SV      | Bundesliga             | 6     | 0     |
| 2000/2001                              | Hertha BSC        | Bundesliga             | 14    | 0     |
| 2001/2002                              | Hertha BSC        | Bundesliga             | 27    | 0     |
| 2002/2003                              | Hertha BSC        | Bundesliga             | 22    | 1     |
| 2003/2004                              | VFL Wolfsburg     | Bundesliga             | 28    | 0     |
| 2004/2005                              | Hertha BSC        | Bundesliga             | 30    | 0     |
| 2005/2006                              | Hertha BSC        | Bundesliga             | 18    | 0     |
| 2006/2007                              | Hertha BSC        | Bundesliga             | 25    | 1     |
| 2007/2008                              | Hertha BSC        | Bundesliga             | 30    | 0     |
| 2008/2009                              | Hertha BSC        | Bundesliga             | 29    | 1     |
| 2009/2010                              | TSG Hoffenheim    | Bundesliga             | 31    | 1     |
| 2010/2011                              | TSG Hoffenheim    | Bundesliga             | 10    | 0     |
| 2011/2012                              | GNK Dinamo Zagreb | Prva HNL               | 11    | 0     |
| 2012/2013                              | GNK Dinamo Zagreb | Prva HNL               | 25    | 1     |
| 2013/2014                              | GNK Dinamo Zagreb | Prva HNL               | 28    | 2     |
| 2014/2015                              | GNK Dinamo Zagreb | Prva HNL               | 5     | 0     |
| Totaal                                 | Totaal            | Totaal                 | 379   | 10    |
| Laatst bijgewerkt op 14 december 2014. |                   |                        |       |       |